# Dionisio Fierros
Dionisio Fierros Álvarez (Ballota, Cudillero, Asturias, 5 de mayo de 1827-Madrid, 24 de junio de 1894) fue un pintor español del Romanticismo, autor de cuadros de historia y de escenas de costumbres. Fue miembro de la Real Academia de Bellas Artes de San Fernando de Madrid y de la de San Salvador en Oviedo.

## Biografía
Nacido en el ámbito rural asturiano, viajó a Madrid con apenas catorce años. Alternando oficios con su vocación de pintor, se formó sucesivamente en los estudios de los Madrazo (José de Madrazo y Federico de Madrazo), en la Real Academia de San Fernando y como copista del Museo del Prado.
Se estrenó como pintor en 1858 exponiendo cinco retratos y tres composiciones en Santiago de Compostela, y obteniendo la medalla de honor. 
En la Exposición Nacional de Bellas Artes de 1860 es premiado por Una romería en las cercanías de Santiago, obra que anticipa su vocación por el género costumbrista, y en la de 1862, consigue segunda medalla por La salida de misa en una aldea de las cercanías de Santiago de Galicia. 
Participa también en la Exposición Universal de Londres, y en 1864 gana otra segunda medalla en la Exposición Internacional de Bayona (Francia). En la Nacional de Bellas Artes de 1866 gana de nuevo medalla de oro con un cuadro de tema histórico (Enrique III de Castilla corrige a los señores castellanos), capítulo obligado para los pintores del periodo romántico. Al año siguiente concurre a la Exposición Universal de París, y en 1876 recibe primera medalla en la Exposición Universal de Filadelfia (Estados Unidos). Hacia finales de esa década de los setenta pinta para el Monasterio de El Escorial El éxtasis de Santa Teresa y continúa dedicado a los temas de costumbres, protegido por la familia de banqueros Herrero. Aún conseguirá nuevos premios en las nacionales de Bellas Artes de 1881, y su cuadro histórico Episodio del reinado de Enrique III de Castilla, presentado en 1886, fue adquirido por el Ministerio de Fomento.
Entre 1885 y 1889 se instaló en Galicia, pintando retratos, paisajes y escenas de la vida gallega, trabajo compensado por La Real Sociedad Económica de Amigos de País de Santiago, que le nombró socio de mérito. De regreso en Madrid, fallece de forma repentina a los 67 años de edad, cuando se preparaba para asistir a una corrida de toros.
Además de los lienzos citados puede añadirse Baile de Charros, Un mendigo, Grupo de espigadoras del alto Aragón, Un palco en la ópera, Familia gallega y Mayo en Ribadeo. Entre los retratos, citar los dedicados al escritor romántico costumbrista francés Teophile Gautier, además de los de la infanta Antonia de Portugal, Isabel II de España y Alfonso XII.
Tiene obra representada en el Museo del Prado, el Museo Jovellanos, el Museo de Bellas Artes de Asturias, en las colecciones de Afundación y Cajastur, y en diversas colecciones privadas. En 1966 se le dedicó una muestra antológica en el Ateneo de Madrid, y en el año 2000 se recogió su obra en una exposición organizada en Vigo.

## Galería de obras

Algunas obras de Dionisio Fierros
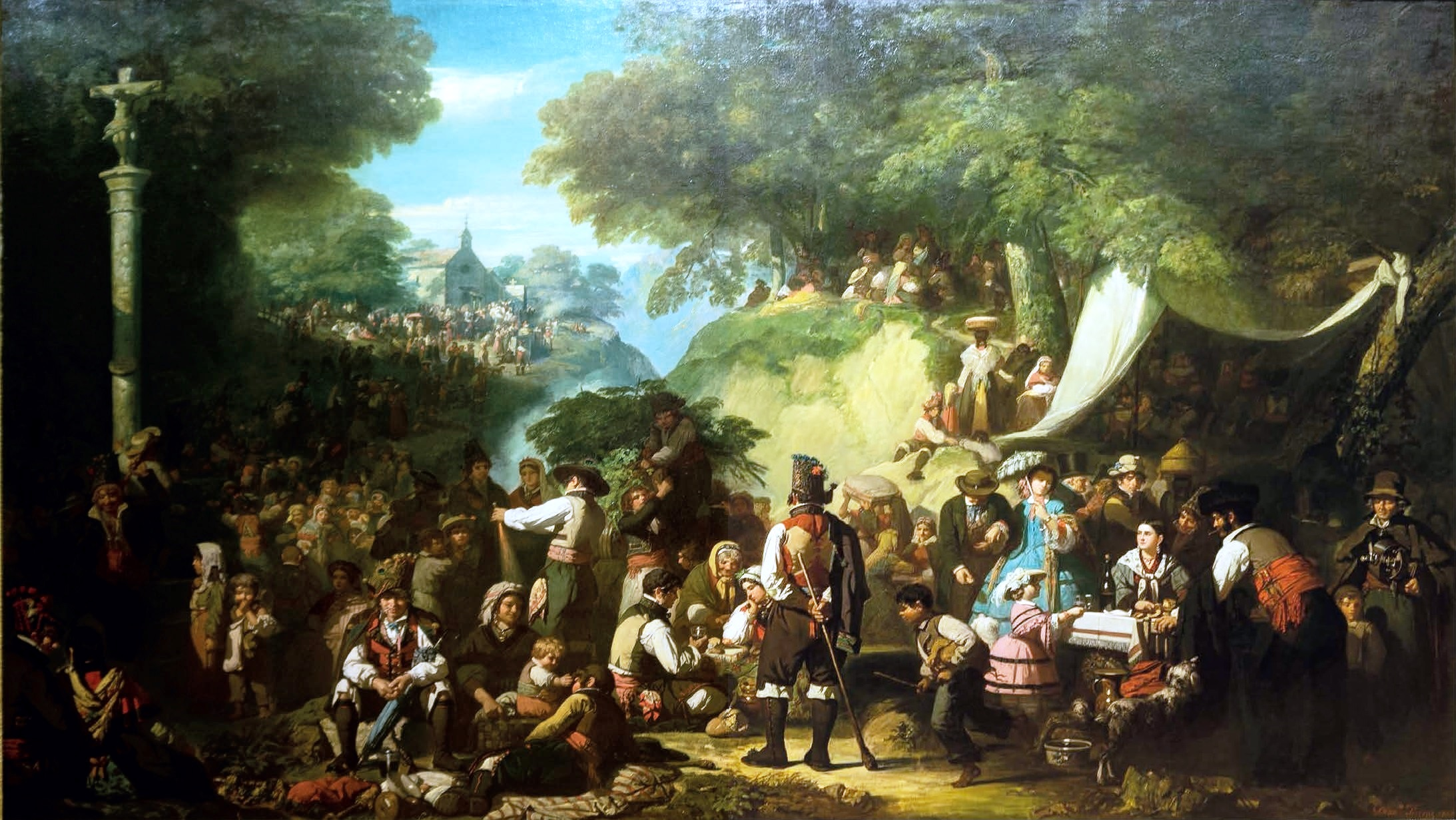
Una romería en las cercanías de Santiago, 1860, colección particular.
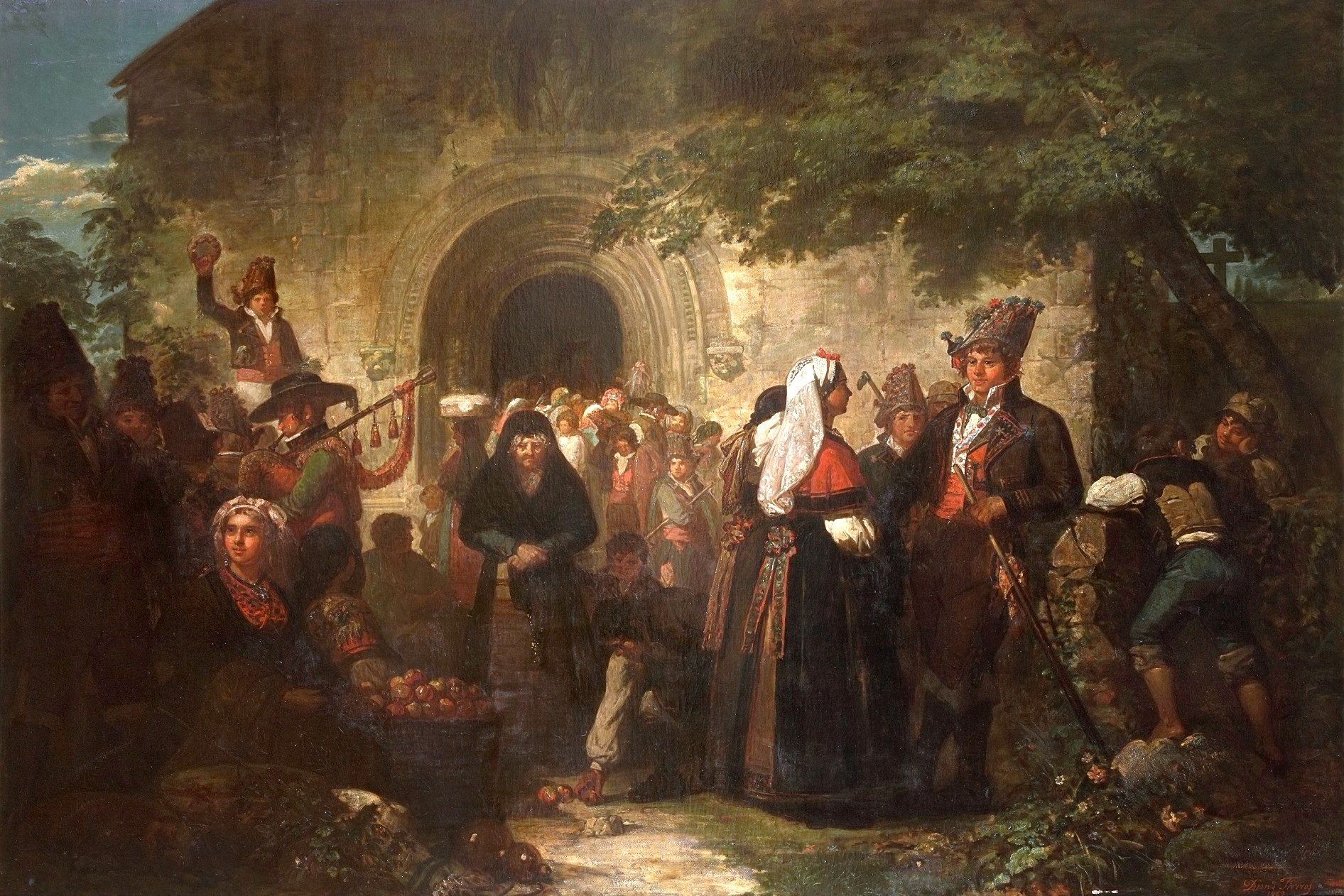
La salida de misa en una aldea de las cercanías de Santiago de Galicia, 1862. Museo de Bellas Artes de Asturias; depósito del Museo del Prado.
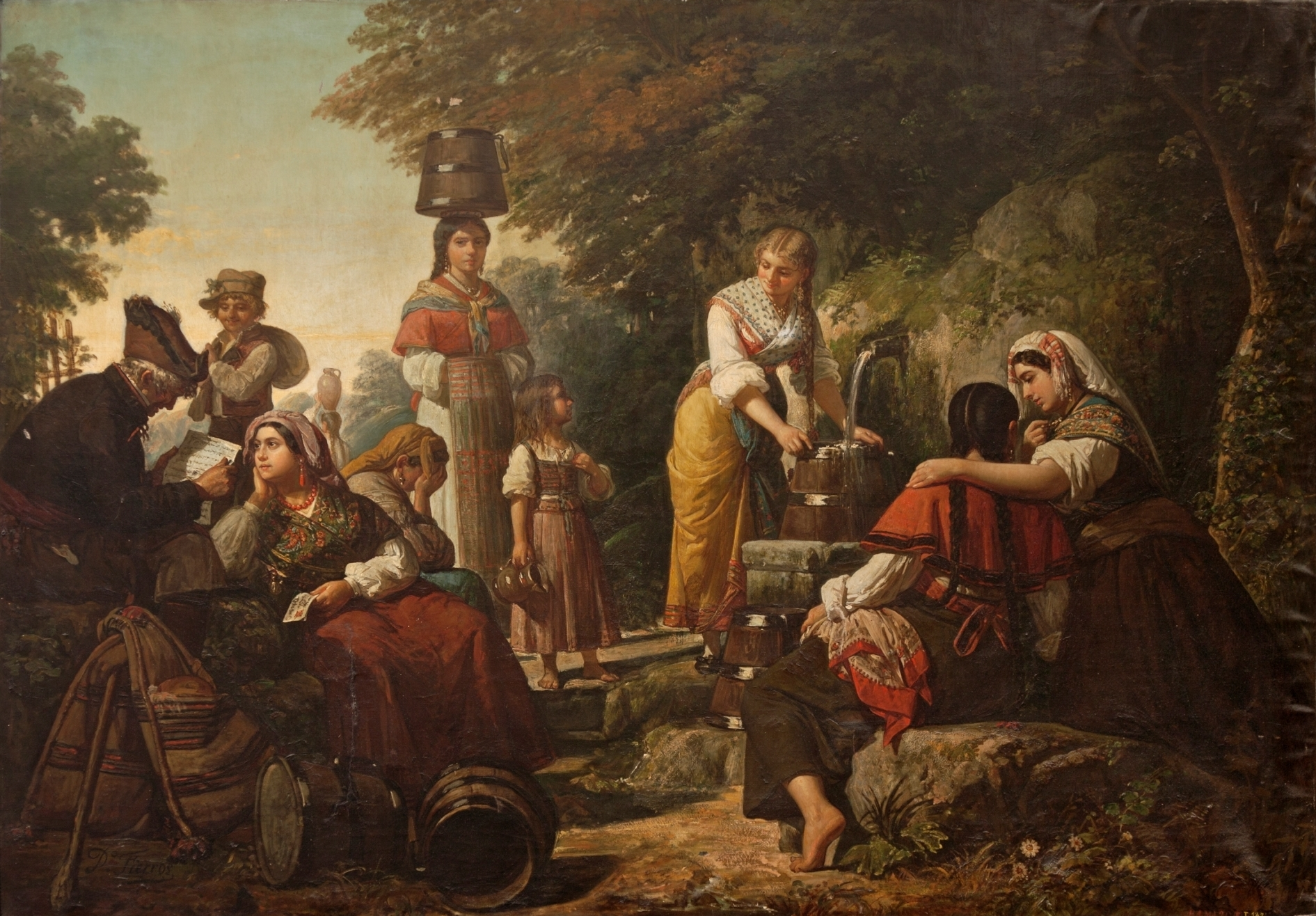
La fuente, 1864. Academia de Bellas Artes de Santa Cecilia (Cádiz); depósito del Museo del Prado.
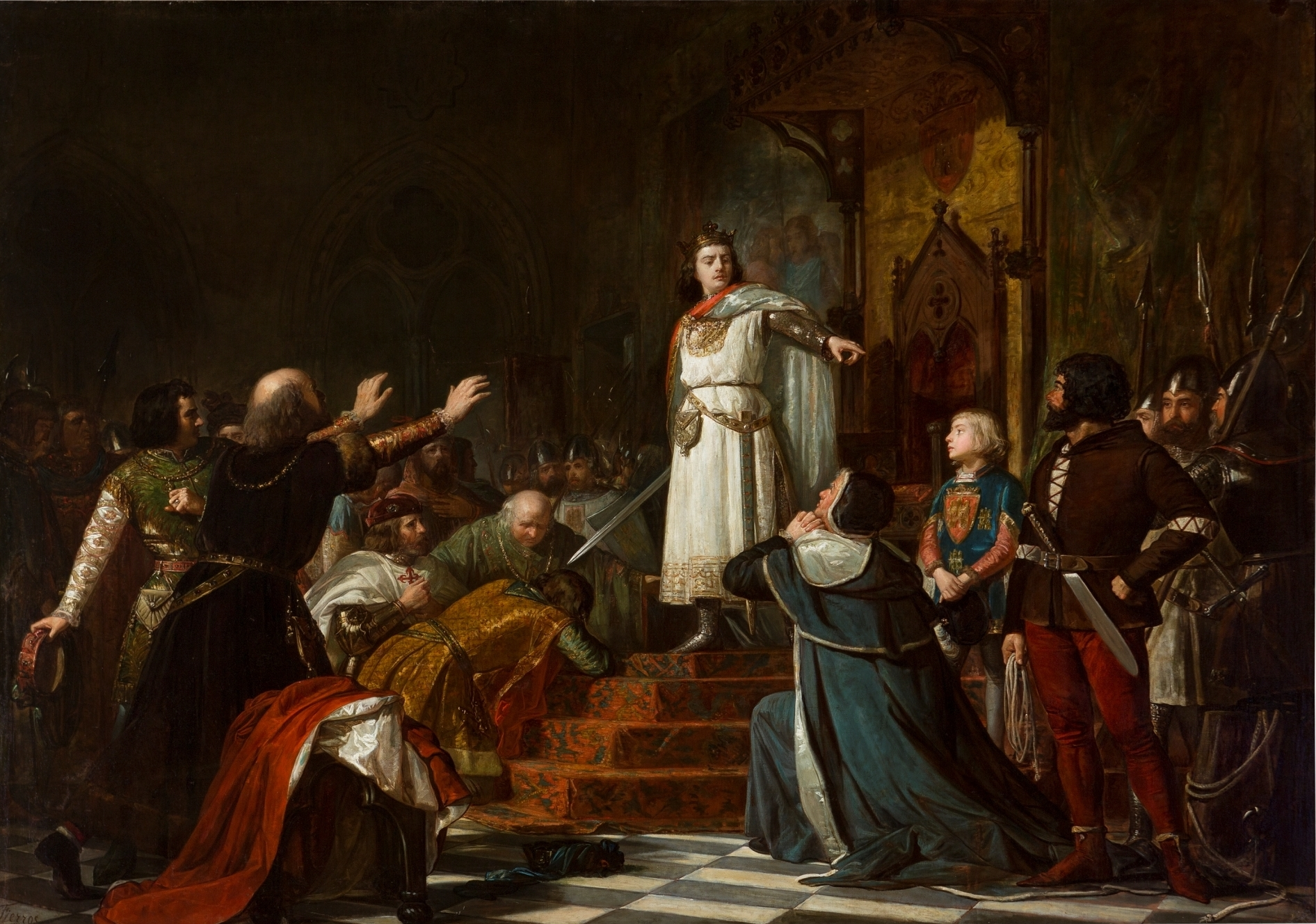
Enrique III de Castilla corrige a los señores castellanos, 1866. Universidad de Barcelona; depósito del Museo del Prado.